# Good Clean Fun
Good Clean Fun är ett straight edge-/posicoreband (positiv hardcore) från Washington D.C., USA.
Good Clean Fun bildades av fyra "straightedge vegan dudes" 1997. Detta band använder sig av självironi medan de sprider budskapet om veganism, straight edge och optimism. Deras största inflytande kommer ifrån straight edge-gruppen Gorilla Biscuits. Andra influerande band är 7 Seconds, Minor Threat och Youth of Today.